# Ніконцев Анатолій Миколайович
Анатолій Миколайович Ніконцев (рос. Анатолий Николаевич Никонцев; 25 червня 1990, м. Свердловськ, СРСР) — російський хокеїст, правий нападник. Виступає за «Спартак» (Москва) у Континентальній хокейній лізі
Вихованець хокейної школи «Спартаковець» (Єкатеринбург). Виступав за «Трактор-2» (Челябінськ), «Газовик» (Тюмень), «Автомобіліст» (Єкатеринбург), «Спартак» (Москва), МХК «Спартак», «Сєвєрсталь» (Череповець).